# Lepidium pinnatisectum
Lepidium pinnatisectum là một loài thực vật có hoa trong họ Cải. Loài này được (O.E. Schulz) C.L. Hitchc. mô tả khoa học đầu tiên năm 1945.